# (14659) Gregoriana
(14659) Gregoriana ist ein im Hauptgürtel gelegener Asteroid, der am 15. Januar 1999 von den italienischen Astronomen Maura Tombelli und Giuseppe Forti am Montelupo-Observatorium (Sternwarten-Code 108)  in Montelupo Fiorentino entdeckt wurde.
Der Asteroid wurde am 27. April 2002 nach der Päpstlichen Universität Gregoriana in Rom benannt, die aus der ersten Jesuitenschule Collegio Romano hervorgegangen ist und bis heute großes internationales Renommee genießt.